# Бояринцев Леонід Андрійович
Леонід Андрійович Бояринцев (нар. 18 вересня 1982, Іловайськ, Донецька область, УРСР) — український футболіст, захисник «Нафтовика-Укрнафти».

## Життєпис
Розпочав професіональну кар'єру 2 червня 2000 року в складі алчевської «Сталі», але зіграв лише один матч за основу та був переведений у другий склад, який виступав у другій лізі чемпіонату України. У 2002 році знову повернувся до основного складу алчевської «Сталі», в якій відіграв сезон і перейшов до маріупольського «Іллічівця», за який дебютував 15 липня 2004 року, вийшовши на заміну в матчі проти ужгородського «Закарпаття». У 2007 році втратив місце в основі і був переведений в «Іллічівець-2». 29 березня 2009 року в матчі проти київської «Оболоні» дебютував за «Нафтовик-Укрнафту» з Охтирки.